# هديومة بيضاوية الأوراق
هديومة بيضاوية الأوراق (الاسم العلمي:Hedeoma oblongifolia) هي نوع من النباتات تتبع جنس الهديومة من الفصيلة الشفوية.